# Gundaralahalli, Bangarapet
Gundaralahalli là một làng thuộc tehsil Bangarapet, huyện Kolar, bang Karnataka, Ấn Độ.